# Lista över fornlämningar i Högsby kommun
Lista över fornlämningar i Högsby kommun är en förteckning av ett urval av de fornlämningar som finns i Högsby kommun.

## Fagerhult
| Namn                           | Lämningstyp | Tillkomsttid | Historisk indelning | Plats | Läge                 | ID-nr          | Bild                                 |
| ------------------------------ | ----------- | ------------ | ------------------- | ----- | -------------------- | -------------- | ------------------------------------ |
| Ringhults borg (Fagerhult 3:1) | Borg        |              | Fagerhult, Småland  |       | 57.174545, 15.722430 | 10079900030001 | Ladda upp en bild av detta fornminne |

## Högsby
| Namn         | Lämningstyp    | Tillkomsttid | Historisk indelning | Plats | Läge                 | ID-nr          | Bild                                      |
| ------------ | -------------- | ------------ | ------------------- | ----- | -------------------- | -------------- | ----------------------------------------- |
| Högsby 1:1   | Stensättning   |              | Högsby, Småland     |       | 57.245227, 16.057320 | 10082300010001 | Ladda upp en bild av detta fornminne      |
| Högsby 2:1   | Stensättning   |              | Högsby, Småland     |       | 57.241502, 15.952653 | 10082300020001 | Ladda upp en bild av detta fornminne      |
| Högsby 2:2   | Stensättning   |              | Högsby, Småland     |       | 57.241630, 15.952565 | 10082300020002 | Ladda upp en bild av detta fornminne      |
| Högsby 6:1   | Stensättning   |              | Högsby, Småland     |       | 57.213623, 15.944467 | 10082300060001 | Ladda upp en bild av detta fornminne      |
| Högsby 7:1   | Stensättning   |              | Högsby, Småland     |       | 57.202811, 15.982651 | 10082300070001 | Ladda upp en bild av detta fornminne      |
| Högsby 8:1   | Stensättning   |              | Högsby, Småland     |       | 57.199251, 15.971085 | 10082300080001 | Ladda upp en bild av detta fornminne      |
| Högsby 8:2   | Stensättning   |              | Högsby, Småland     |       | 57.199495, 15.970704 | 10082300080002 | Ladda upp en till bild av detta fornminne |
| Högsby 8:3   | Stensättning   |              | Högsby, Småland     |       | 57.199558, 15.970852 | 10082300080003 | Ladda upp en bild av detta fornminne      |
| Högsby 9:1   | Gravfält       |              | Högsby, Småland     |       | 57.197663, 15.981097 | 10082300090001 | Ladda upp en bild av detta fornminne      |
| Högsby 12:1  | Gravfält       |              | Högsby, Småland     |       | 57.180395, 16.019534 | 10082300120001 | Ladda upp en till bild av detta fornminne |
| Högsby 12:2  | Stensättning   |              | Högsby, Småland     |       | 57.180149, 16.018370 | 10082300120002 | Ladda upp en till bild av detta fornminne |
| Högsby 12:3  | Stensättning   |              | Högsby, Småland     |       | 57.179976, 16.018172 | 10082300120003 | Ladda upp en bild av detta fornminne      |
| Högsby 13:1  | Stensättning   |              | Högsby, Småland     |       | 57.178862, 16.033318 | 10082300130001 | Ladda upp en bild av detta fornminne      |
| Högsby 14:1  | Stensättning   |              | Högsby, Småland     |       | 57.180634, 16.038527 | 10082300140001 | Ladda upp en bild av detta fornminne      |
| Högsby 15:1  | Hög            |              | Högsby, Småland     |       | 57.167040, 16.024454 | 10082300150001 | Ladda upp en bild av detta fornminne      |
| Högsby 16:1  | Stensättning   |              | Högsby, Småland     |       | 57.166135, 16.012497 | 10082300160001 | Ladda upp en bild av detta fornminne      |
| Högsby 17:1  | Stensättning   |              | Högsby, Småland     |       | 57.166008, 16.039352 | 10082300170001 | Ladda upp en bild av detta fornminne      |
| Högsby 17:2  | Stensättning   |              | Högsby, Småland     |       | 57.165927, 16.039434 | 10082300170002 | Ladda upp en bild av detta fornminne      |
| Högsby 17:3  | Stensättning   |              | Högsby, Småland     |       | 57.165990, 16.039504 | 10082300170003 | Ladda upp en bild av detta fornminne      |
| Högsby 19:1  | Röse           |              | Högsby, Småland     |       | 57.165100, 16.059630 | 10082300190001 | Ladda upp en bild av detta fornminne      |
| Högsby 19:2  | Stensättning   |              | Högsby, Småland     |       | 57.165079, 16.059788 | 10082300190002 | Ladda upp en bild av detta fornminne      |
| Högsby 19:3  | Stensättning   |              | Högsby, Småland     |       | 57.165097, 16.059440 | 10082300190003 | Ladda upp en bild av detta fornminne      |
| Högsby 20:1  | Runristning    |              | Högsby, Småland     |       | 57.164678, 16.024104 | 10082300200001 | Ladda upp en bild av detta fornminne      |
| Högsby 21:1  | Gravfält       |              | Högsby, Småland     |       | 57.162873, 16.059713 | 10082300210001 | Ladda upp en bild av detta fornminne      |
| Högsby 21:2  | Röse           |              | Högsby, Småland     |       | 57.162227, 16.059764 | 10082300210002 | Ladda upp en bild av detta fornminne      |
| Högsby 23:1  | Röse           |              | Högsby, Småland     |       | 57.160734, 16.054520 | 10082300230001 | Ladda upp en bild av detta fornminne      |
| Högsby 23:2  | Röse           |              | Högsby, Småland     |       | 57.161008, 16.054585 | 10082300230002 | Ladda upp en bild av detta fornminne      |
| Högsby 27:1  | Stensättning   |              | Högsby, Småland     |       | 57.160556, 16.066561 | 10082300270001 | Ladda upp en bild av detta fornminne      |
| Högsby 27:2  | Stensättning   |              | Högsby, Småland     |       | 57.160628, 16.066731 | 10082300270002 | Ladda upp en bild av detta fornminne      |
| Högsby 28:1  | Gravfält       |              | Högsby, Småland     |       | 57.157801, 16.033921 | 10082300280001 | Ladda upp en bild av detta fornminne      |
| Högsby 28:2  | Stensättning   |              | Högsby, Småland     |       | 57.157023, 16.033941 | 10082300280002 | Ladda upp en bild av detta fornminne      |
| Högsby 28:3  | Fästning/skans |              | Högsby, Småland     |       | 57.157408, 16.033928 | 10082300280003 | Ladda upp en bild av detta fornminne      |
| Högsby 31:1  | Gravfält       |              | Högsby, Småland     |       | 57.154160, 16.055065 | 10082300310001 | Ladda upp en bild av detta fornminne      |
| Högsby 32:1  | Röse           |              | Högsby, Småland     |       | 57.156821, 16.070590 | 10082300320001 | Ladda upp en bild av detta fornminne      |
| Högsby 33:2  | Röse           |              | Högsby, Småland     |       | 57.155743, 16.071902 | 10082300330002 | Ladda upp en bild av detta fornminne      |
| Högsby 37:1  | Stensättning   |              | Högsby, Småland     |       | 57.147838, 16.075347 | 10082300370001 | Ladda upp en bild av detta fornminne      |
| Högsby 38:1  | Stensättning   |              | Högsby, Småland     |       | 57.146916, 16.080505 | 10082300380001 | Ladda upp en bild av detta fornminne      |
| Högsby 38:2  | Stensättning   |              | Högsby, Småland     |       | 57.146789, 16.080498 | 10082300380002 | Ladda upp en bild av detta fornminne      |
| Högsby 39:1  | Röse           |              | Högsby, Småland     |       | 57.146654, 16.082687 | 10082300390001 | Ladda upp en bild av detta fornminne      |
| Högsby 40:1  | Stensättning   |              | Högsby, Småland     |       | 57.143740, 16.079910 | 10082300400001 | Ladda upp en bild av detta fornminne      |
| Högsby 43:1  | Stensättning   |              | Högsby, Småland     |       | 57.142417, 16.079703 | 10082300430001 | Ladda upp en bild av detta fornminne      |
| Högsby 44:1  | Gravfält       |              | Högsby, Småland     |       | 57.139648, 16.065978 | 10082300440001 | Ladda upp en bild av detta fornminne      |
| Högsby 45:1  | Röse           |              | Högsby, Småland     |       | 57.138430, 16.090632 | 10082300450001 | Ladda upp en bild av detta fornminne      |
| Högsby 47:1  | Stensättning   |              | Högsby, Småland     |       | 57.131663, 16.081981 | 10082300470001 | Ladda upp en bild av detta fornminne      |
| Högsby 48:1  | Stensättning   |              | Högsby, Småland     |       | 57.128679, 16.082987 | 10082300480001 | Ladda upp en bild av detta fornminne      |
| Högsby 49:1  | Gravfält       |              | Högsby, Småland     |       | 57.119464, 16.100069 | 10082300490001 | Ladda upp en bild av detta fornminne      |
| Högsby 50:1  | Stensättning   |              | Högsby, Småland     |       | 57.116390, 16.102124 | 10082300500001 | Ladda upp en bild av detta fornminne      |
| Högsby 50:2  | Stensättning   |              | Högsby, Småland     |       | 57.116521, 16.102080 | 10082300500002 | Ladda upp en bild av detta fornminne      |
| Högsby 51:1  | Röse           |              | Högsby, Småland     |       | 57.114541, 16.103424 | 10082300510001 | Ladda upp en bild av detta fornminne      |
| Högsby 52:1  | Röse           |              | Högsby, Småland     |       | 57.113811, 16.104736 | 10082300520001 | Ladda upp en bild av detta fornminne      |
| Högsby 52:2  | Röse           |              | Högsby, Småland     |       | 57.113892, 16.104625 | 10082300520002 | Ladda upp en bild av detta fornminne      |
| Högsby 53:1  | Stensättning   |              | Högsby, Småland     |       | 57.112613, 16.104367 | 10082300530001 | Ladda upp en bild av detta fornminne      |
| Högsby 53:2  | Stensättning   |              | Högsby, Småland     |       | 57.112555, 16.104475 | 10082300530002 | Ladda upp en bild av detta fornminne      |
| Högsby 63:1  | Stensättning   |              | Högsby, Småland     |       | 57.155280, 16.073496 | 10082300630001 | Ladda upp en bild av detta fornminne      |
| Högsby 63:2  | Stensättning   |              | Högsby, Småland     |       | 57.155371, 16.073459 | 10082300630002 | Ladda upp en bild av detta fornminne      |
| Högsby 64:1  | Röse           |              | Högsby, Småland     |       | 57.154716, 16.074235 | 10082300640001 | Ladda upp en bild av detta fornminne      |
| Högsby 66:1  | Stensättning   |              | Högsby, Småland     |       | 57.201638, 15.977964 | 10082300660001 | Ladda upp en bild av detta fornminne      |
| Högsby 71:1  | Stensättning   |              | Högsby, Småland     |       | 57.244123, 16.055578 | 10082300710001 | Ladda upp en bild av detta fornminne      |
| Högsby 71:2  | Stensättning   |              | Högsby, Småland     |       | 57.244180, 16.055838 | 10082300710002 | Ladda upp en bild av detta fornminne      |
| Högsby 72:1  | Röse           |              | Högsby, Småland     |       | 57.212294, 15.948619 | 10082300720001 | Ladda upp en bild av detta fornminne      |
| Högsby 72:2  | Stensättning   |              | Högsby, Småland     |       | 57.212291, 15.948272 | 10082300720002 | Ladda upp en bild av detta fornminne      |
| Högsby 148:1 | Borg           |              | Högsby, Småland     |       | 57.131137, 16.110042 | 10082301480001 | Ladda upp en bild av detta fornminne      |
| Högsby 152:1 | Hög            |              | Högsby, Småland     |       | 57.199239, 15.979284 | 10082301520001 | Ladda upp en bild av detta fornminne      |
| Högsby 162:1 | Stensättning   |              | Högsby, Småland     |       | 57.214989, 15.971955 | 10082301620001 | Ladda upp en bild av detta fornminne      |
| Högsby 162:2 | Stensättning   |              | Högsby, Småland     |       | 57.215125, 15.972094 | 10082301620002 | Ladda upp en bild av detta fornminne      |
| Högsby 162:3 | Stensättning   |              | Högsby, Småland     |       | 57.215089, 15.972239 | 10082301620003 | Ladda upp en bild av detta fornminne      |
| Högsby 162:4 | Stensättning   |              | Högsby, Småland     |       | 57.215053, 15.972384 | 10082301620004 | Ladda upp en bild av detta fornminne      |
| Högsby 163:1 | Stensättning   |              | Högsby, Småland     |       | 57.214565, 15.973002 | 10082301630001 | Ladda upp en bild av detta fornminne      |
| Högsby 166:1 | Stensättning   |              | Högsby, Småland     |       | 57.219224, 15.968707 | 10082301660001 | Ladda upp en bild av detta fornminne      |
| Högsby 167:1 | Stensättning   |              | Högsby, Småland     |       | 57.229159, 15.965187 | 10082301670001 | Ladda upp en bild av detta fornminne      |
| Högsby 169:1 | Röse           |              | Högsby, Småland     |       | 57.190210, 16.033439 | 10082301690001 | Ladda upp en bild av detta fornminne      |
| Högsby 177:1 | Röse           |              | Högsby, Småland     |       | 57.184198, 16.041123 | 10082301770001 | Ladda upp en bild av detta fornminne      |
| Högsby 185:1 | Fornborg       |              | Högsby, Småland     |       | 57.191294, 16.067328 | 10082301850001 | Ladda upp en bild av detta fornminne      |
| Högsby 189:1 | Stensättning   |              | Högsby, Småland     |       | 57.169077, 16.046607 | 10082301890001 | Ladda upp en bild av detta fornminne      |
| Högsby 196:1 | Stensättning   |              | Högsby, Småland     |       | 57.242369, 15.952405 | 10082301960001 | Ladda upp en bild av detta fornminne      |
| Högsby 196:2 | Stensättning   |              | Högsby, Småland     |       | 57.242248, 15.951706 | 10082301960002 | Ladda upp en bild av detta fornminne      |
| Högsby 196:3 | Stensättning   |              | Högsby, Småland     |       | 57.242175, 15.951769 | 10082301960003 | Ladda upp en bild av detta fornminne      |
| Högsby 205:1 | Stensättning   |              | Högsby, Småland     |       | 57.140514, 16.107552 | 10082302050001 | Ladda upp en bild av detta fornminne      |
| Högsby 211:1 | Röse           |              | Högsby, Småland     |       | 57.146771, 16.084050 | 10082302110001 | Ladda upp en bild av detta fornminne      |
| Högsby 212:1 | Röse           |              | Högsby, Småland     |       | 57.145666, 16.084436 | 10082302120001 | Ladda upp en bild av detta fornminne      |
| Högsby 257:1 | Gravfält       |              | Högsby, Småland     |       | 57.212495, 16.102763 | 10082302570001 | Ladda upp en bild av detta fornminne      |
| Högsby 258:1 | Stensättning   |              | Högsby, Småland     |       | 57.213434, 16.102245 | 10082302580001 | Ladda upp en bild av detta fornminne      |
| Högsby 260:1 | Stensättning   |              | Högsby, Småland     |       | 57.214194, 16.097627 | 10082302600001 | Ladda upp en bild av detta fornminne      |
| Högsby 262:1 | Stensättning   |              | Högsby, Småland     |       | 57.219080, 16.108414 | 10082302620001 | Ladda upp en bild av detta fornminne      |
| Högsby 286:1 | Stensättning   |              | Högsby, Småland     |       | 57.183891, 16.012406 | 10082302860001 | Ladda upp en bild av detta fornminne      |
| Högsby 287:1 | Stensättning   |              | Högsby, Småland     |       | 57.186002, 16.012336 | 10082302870001 | Ladda upp en bild av detta fornminne      |
| Högsby 287:2 | Stensättning   |              | Högsby, Småland     |       | 57.185986, 16.011934 | 10082302870002 | Ladda upp en bild av detta fornminne      |
| Högsby 287:3 | Stensättning   |              | Högsby, Småland     |       | 57.186350, 16.012084 | 10082302870003 | Ladda upp en bild av detta fornminne      |
| Högsby 366:1 | Stensättning   |              | Högsby, Småland     |       | 57.161068, 16.053240 | 10082303660001 | Ladda upp en bild av detta fornminne      |
| Högsby 366:2 | Stensättning   |              | Högsby, Småland     |       | 57.161177, 16.053182 | 10082303660002 | Ladda upp en bild av detta fornminne      |
| Högsby 444:1 | Hällristning   |              | Högsby, Småland     |       | 57.138601, 16.065222 | 10082304440001 | Ladda upp en bild av detta fornminne      |
| Högsby 445:1 | Stensättning   |              | Högsby, Småland     |       | 57.166134, 16.012261 | 10082304450001 | Ladda upp en bild av detta fornminne      |

## Långemåla
| Namn                    | Lämningstyp    | Tillkomsttid | Historisk indelning | Plats | Läge                 | ID-nr          | Bild                                      |
| ----------------------- | -------------- | ------------ | ------------------- | ----- | -------------------- | -------------- | ----------------------------------------- |
| Långemåla 1:1           | Röse           |              | Långemåla, Småland  |       | 57.107449, 16.125515 | 10084000010001 | Ladda upp en bild av detta fornminne      |
| Långemåla 2:1           | Stenkammargrav |              | Långemåla, Småland  |       | 57.089958, 16.162268 | 10084000020001 | Ladda upp en bild av detta fornminne      |
| Långemåla 3:1           | Röse           |              | Långemåla, Småland  |       | 57.086375, 16.135453 | 10084000030001 | Ladda upp en bild av detta fornminne      |
| Långemåla 4:1           | Röse           |              | Långemåla, Småland  |       | 57.085262, 16.172136 | 10084000040001 | Ladda upp en bild av detta fornminne      |
| Långemåla 5:2           | Röse           |              | Långemåla, Småland  |       | 57.087273, 16.141068 | 10084000050002 | Ladda upp en bild av detta fornminne      |
| Långemåla 6:1           | Gravfält       |              | Långemåla, Småland  |       | 57.081584, 16.178734 | 10084000060001 | Ladda upp en bild av detta fornminne      |
| Långemåla 7:1           | Röse           |              | Långemåla, Småland  |       | 57.079637, 16.175280 | 10084000070001 | Ladda upp en bild av detta fornminne      |
| Långemåla 9:1           | Stensättning   |              | Långemåla, Småland  |       | 57.049437, 16.226632 | 10084000090001 | Ladda upp en bild av detta fornminne      |
| Sm 155 (Långemåla 20:1) | Runristning    |              | Långemåla, Småland  |       | 57.093492, 16.155621 | 10084000200001 | Ladda upp en till bild av detta fornminne |
| Långemåla 21:1          | Gravfält       |              | Långemåla, Småland  |       | 57.072048, 16.188243 | 10084000210001 | Ladda upp en bild av detta fornminne      |
| Långemåla 21:2          | Gravfält       |              | Långemåla, Småland  |       | 57.071510, 16.188104 | 10084000210002 | Ladda upp en bild av detta fornminne      |
| Långemåla 44:1          | Stensättning   |              | Långemåla, Småland  |       | 57.069382, 16.193628 | 10084000440001 | Ladda upp en bild av detta fornminne      |
| Långemåla 49:1          | Stensättning   |              | Långemåla, Småland  |       | 57.104581, 16.141930 | 10084000490001 | Ladda upp en bild av detta fornminne      |
| Långemåla 61:1          | Stensättning   |              | Långemåla, Småland  |       | 57.085354, 16.134205 | 10084000610001 | Ladda upp en bild av detta fornminne      |
| Långemåla 61:2          | Stensättning   |              | Långemåla, Småland  |       | 57.085464, 16.134334 | 10084000610002 | Ladda upp en bild av detta fornminne      |
| Långemåla 62:2          | Stensättning   |              | Långemåla, Småland  |       | 57.085225, 16.135304 | 10084000620002 | Ladda upp en bild av detta fornminne      |
| Långemåla 63:1          | Röse           |              | Långemåla, Småland  |       | 57.085671, 16.137915 | 10084000630001 | Ladda upp en bild av detta fornminne      |
| Långemåla 64:1          | Röse           |              | Långemåla, Småland  |       | 57.080459, 16.152711 | 10084000640001 | Ladda upp en bild av detta fornminne      |
| Långemåla 97:1          | Stensättning   |              | Långemåla, Småland  |       | 56.999677, 16.205381 | 10084000970001 | Ladda upp en bild av detta fornminne      |
| Långemåla 101:1         | Stensättning   |              | Långemåla, Småland  |       | 57.087768, 16.134516 | 10084001010001 | Ladda upp en bild av detta fornminne      |
| Långemåla 101:2         | Stensättning   |              | Långemåla, Småland  |       | 57.087845, 16.134500 | 10084001010002 | Ladda upp en bild av detta fornminne      |
| Långemåla 101:3         | Stensättning   |              | Långemåla, Småland  |       | 57.087898, 16.134595 | 10084001010003 | Ladda upp en bild av detta fornminne      |
| Långemåla 102:1         | Stensättning   |              | Långemåla, Småland  |       | 57.087392, 16.132396 | 10084001020001 | Ladda upp en bild av detta fornminne      |
| Långemåla 102:2         | Stensättning   |              | Långemåla, Småland  |       | 57.087422, 16.132225 | 10084001020002 | Ladda upp en bild av detta fornminne      |
| Långemåla 103:1         | Röse           |              | Långemåla, Småland  |       | 57.082516, 16.177824 | 10084001030001 | Ladda upp en bild av detta fornminne      |